# Schifferfriedhof in den Dünen von Ahrenshoop
Schifferfriedhof in den Dünen von Ahrenshoop (auch Schifferfriedhof in den Ostseedünen oder Alter Schifferfriedhof) ist ein 1893 entstandenes Gemälde des deutschen Künstlers Paul Müller-Kaempff. Es ist in Öl auf Leinwand gemalt und hat eine Höhe von 211 cm und eine Breite von 350 cm. Das Bild mit einer Szenerie an der deutschen Ostseeküste in Ahrenshoop gilt als ein Hauptwerk des Künstlers. Eingebettet in eine Landschaftsdarstellung zeigt der Maler eine junge Frau auf dem Weg zum Friedhof. Das Motiv steht in einer langen Tradition von Darstellungen der Vergänglichkeit und entspricht zugleich einer zeitgenössischen Vorliebe für Sujets am Rand der Zivilisation. Müller-Kaempff schuf in den folgenden Jahrzehnten zahlreiche weitere Ansichten der Landschaft bei Ahrenshoop, jedoch nicht mehr in diesem Großformat und ohne diese deutliche Symbolik. Das Gemälde war ein Geschenk des Malers an den Schleswig-Holsteinischen Kunstverein und gelangte mit dessen Sammlung in den Besitz der Kunsthalle zu Kiel. Seit 2013 befindet es sich als Dauerleihgabe im Kunstmuseum Ahrenshoop.

## Beschreibung

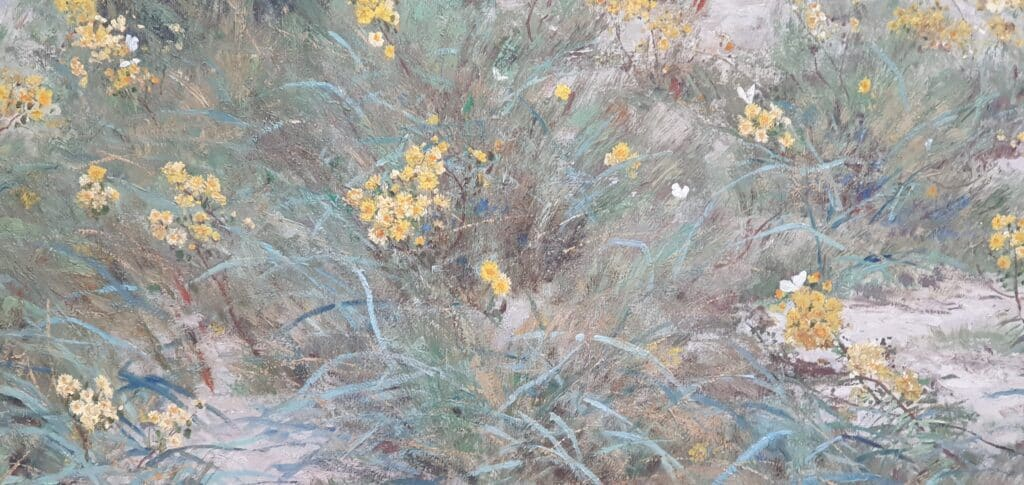
Detailansicht mit Gräsern, Blüten und Schmetterlingen

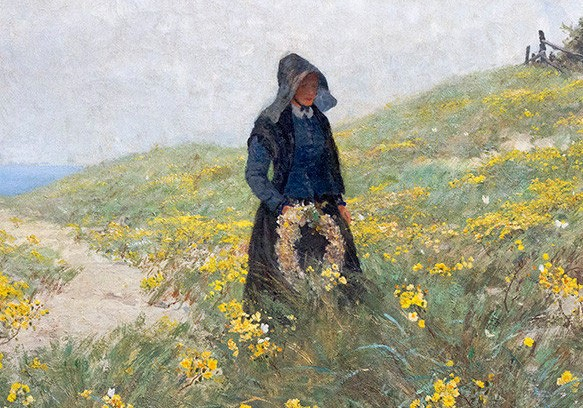
Detailansicht Frau mit Kranz

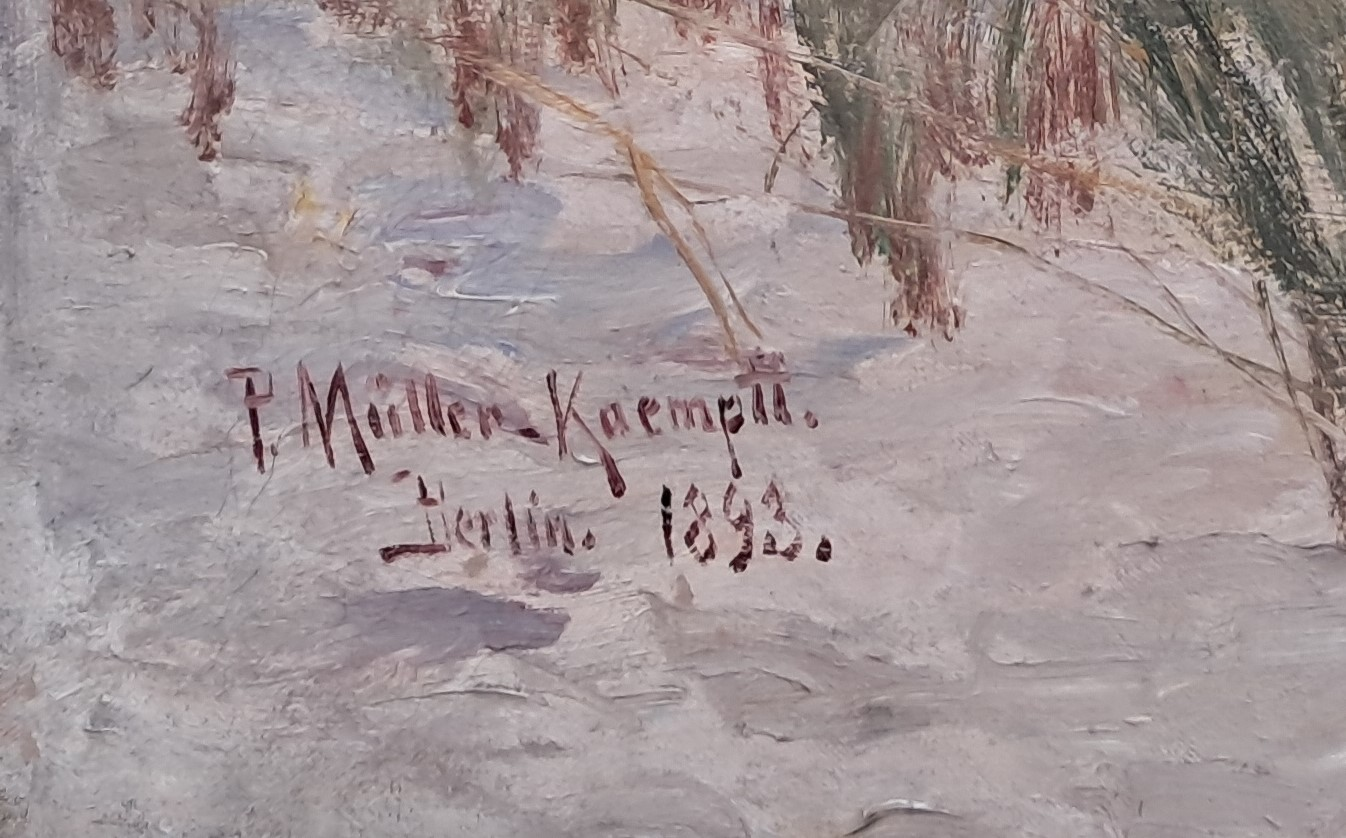
Detailansicht Signatur

Das großformatige Bild Schifferfriedhof in den Dünen von Ahrenshoop zeigt eine hügelige Landschaft an der Ostsee. Das blaue Meer ist links am Bildhorizont zu erkennen. Im Vordergrund sprießen aus dem hellen sandigen Boden grüne Gräser und das leuchtend gelbe Doldige Habichtskraut hervor. Müller-Kaempff hat den Pflanzenbewuchs aus vielzähligen Halmen und Blüten detailreich wiedergeben. Zwischen der Bodenvegetation sind darüber hinaus eine Reihe von Kohlweißlingen auszumachen. Auf der rechten Seite ragt diagonal der Ahrenshooper Friedhof ins Bild, der – anders als heute – noch als eine sandige Anhöhe ohne Baumbewuchs erscheint. Lediglich trockenes graues Buschwerk ist am rechten Rand erkennbar. Auf dem von einem einfachen Koppelzaun begrenzten Friedhof wuchert die gleiche Vegetation wie in der Umgebung. Verschiedene emporragende weiße und dunkle Holzkreuze markieren die Grabstellen. In einiger Entfernung finden sich zudem durch Lattenzäune begrenzte Gräber. Eine mit weißen Leisten eingefasste Grabstelle könnte auf ein frisches Grab hinweisen. Auf der linken Seite führt ein aus Richtung des Meeres kommender Weg den Hügel hinauf. Von dort nähert sich eine in dunkles Blau und Schwarz gekleidete Frau dem Friedhof. Eine graublaue Haube auf dem Kopf schützt sie vor der rauen Witterung am Meer. Das beschattete Gesicht der jungen Frau ist mit nur wenigen Pinselstrichen angedeutet. Sie trägt einen geflochtenen Kranz vor sich, mit dem sie die Gräber der „Lieben zu schmücken kommt“. Über der Landschaftsdarstellung erscheint ein in Grau- und Blautönen getupfter Himmel. Das Bild ist unten links datiert und bezeichnet mit „P. Müller-Kaempff. Berlin 1893“.
In seiner Beschreibung des Bildes stellte der Autor Frank Schlößer fest, Müller-Kaempff habe zwar das Bild „mit vielen kleinen und sehr genauen Pinselstrichen“ gemalt, aber sich zugleich „nicht in Details“ verloren. Dem Maler sei die „Stimmung des Lichtes an diesem Sommertag“ wichtig, „nicht die genaue Zeichnung der Wolkenformation“. Katrin Arrieta wies auf die „nur dürftige, vom Grau getragene Farbigkeit“ im Bild hin. Dem Maler gelinge es, in Ahrenshoop „seine Empfindungen, die ihn angesichts des öden Panoramas und der großen Stille in der Natur ganz offensichtlich überwältigten“, „feinfühlig“ auf der Leinwand festzuhalten. Der Autor Sebastian Kleinschmidt spricht von „einem zarten weißgrauen Schleier“, der wie ein „Licht des Verblassens“ das Gemälde überziehe. Andere Autoren beschäftigten sich eher mit der Frauengestalt. So sah Wilhelm Schölermann in einer frühen Besprechung im Gemälde „eine nachdenklich vor sich hin träumende Mädchengestalt wirkungsvoll herausgehoben“. Der Autor S. Schott erkannte „ein Sich-Versenken in traurige Erinnerungen“.
Frank Schlößer wies auf die Symbolik der zum Kranz geflochtenen Strohblumen hin. Die auch Immortellen genannten Blumen stehen bildhaft für die Unsterblichkeit. Zu den weiteren Symbolen des Gemäldes gehören das Meer im Hintergrund und die Grabkreuze, die jeweils auf die Ewigkeit verweisen. Für Sebastian Kleinschmidt gleichen die „mal grad, mal schräg stehenden Kreuze“ „Figuren“, die „aus dem Totenreich herübergrüßen“. Er interpretierte weiter: „Als würden sie der in sich gekehrten, in der Bildmitte gleichsam verharrenden Gestalt zurufen: Wir sind schon hier. Eines Tages wirst auch du hier sein. Und all die anderen, die noch leben, auch. Nur das Meer, nur der Himmel, nur die Erde werden ewig sein.“

## Müller-Kaempffs Entdeckung von Ahrenshoop
Der Schriftsteller Edmund Hoefer beschrieb 1880 das Fischland zwischen Ostsee und Saaler Bodden als „ein von der Natur nicht gerade begünstigtes Ländchen, das zu einem guten Drittel aus Sand und Dünen besteht“. Die Äcker und Wiesen, so Hoefer, erzielten „bei weitem nicht dem Bedürfniß entsprechend Erträge“. Diese bis dahin weitestgehend unbeachtete Küstenregion galt seinerzeit als „eine arme, scheinbar reizlose Gegend“.
Paul Müller-Kaempff beschrieb in seinen Erinnerungen, wie er 1889 bei einer Wanderung mit seinem Freund Oskar Frenzel von Wustrow kommend eher zufällig Ahrenshoop entdeckte. Die Hauptstraße des am Übergang vom Fischland zum Darß gelegenen Dorfes war zu dieser Zeit ein breiter sandiger Weg und es gab keine Deiche, die den Ort vor Flut hätten schützen können. Bereits bei dieser ersten Erkundung besuchte er den kleinen Friedhof mit seinen weißen und schwarzen Holzkreuzen, der „überwuchert von goldblühenden Habichtskraut“ war. Zu dieser Zeit fanden sich auf dem Friedhof ausschließlich die Gräber von einheimischen Schiffsleuten, Fischern, Handwerkern, Bauern und ihren Angehörigen, darunter zahlreiche früh verstorbene Kinder. Der Friedhof war erst 1872 an der Südseite des Schifferberges begründet worden. Bis dahin wurden die Bewohner des pommerschen Ahrenshoop im benachbarten mecklenburgischen Wustrow bestattet, wo sich auch die nächste Kirche befand. Der Schifferfriedhof besteht bis in die Gegenwart, hat jedoch sein Aussehen inzwischen erheblich verändert. Das Gelände ist heute mit Bäumen bewachsen und ein Blick auf das Meer nicht mehr möglich.

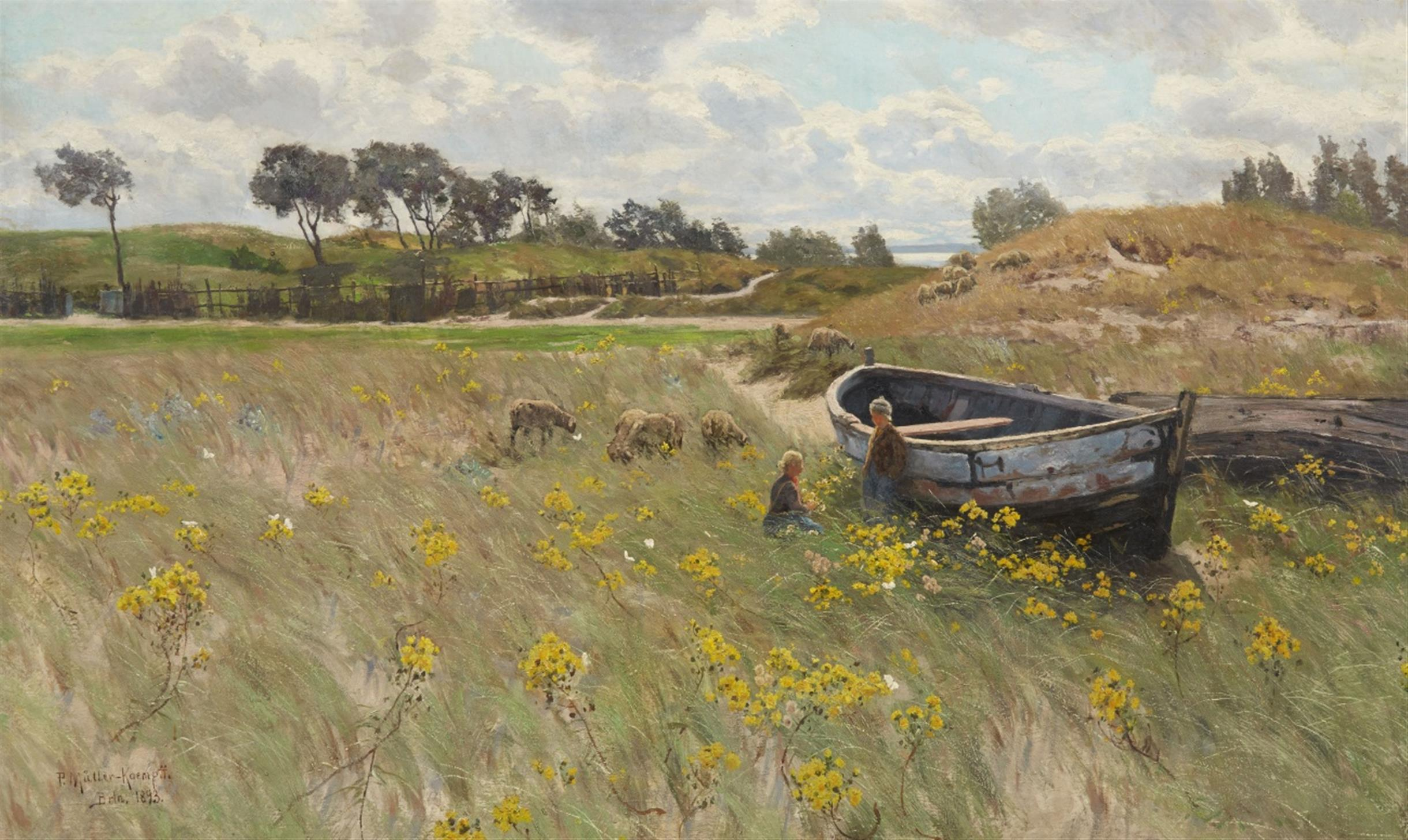
Paul Müller-Kaempff: Dünenlandschaft mit Boot, Kindern und Schafen, 1893, Privatbesitz

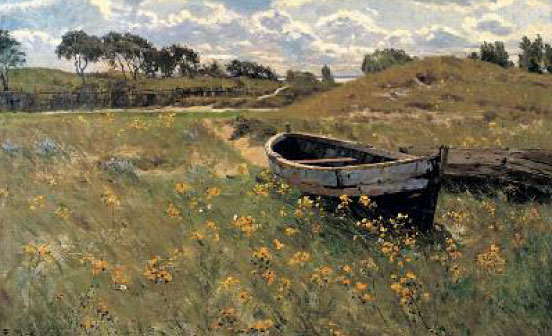
Paul Müller-Kaempff: Netzboot in den Dünen, 1895, Kunstmuseum Ahrenshoop

Der aus Oldenburg stammende Müller-Kaempff hatte Malerei in Düsseldorf und Karlsruhe studiert und war insbesondere von seinem Lehrer Gustav Schönleber zur Freilichtmalerei angeregt worden. Dieser hatte beispielsweise 1875 Skizzen auf der Ostseeinsel Hiddensee gefertigt und seinem Schüler möglicherweise die Ostseeküste als Motiv nähergebracht. Später studierte Müller-Kaempff als Meisterschüler bei dem norwegischen Landschaftsmaler Hans Fredrik Gude an der Preußischen Akademie der Künste in Berlin. Auch Müller-Kaempff widmete sich vor allem der Landschaftsmalerei und stellte beispielsweise 1888 in Magdeburg norddeutsche Landschaften aus.
Beeindruckt von der ersten Begegnung beschloss Müller-Kaempff, sich dauerhaft in Ahrenshoop niederzulassen. Er erwarb 1892 ein eigenes Haus im Dorf und gründete 1894 in Ahrenshoop die Sommerschule St. Lucas, an der er als Lehrer unterrichtete. Müller-Kaempff und die weiteren Maler der wachsenden Künstlerkolonie in Ahrenshoop verbanden das karge Land an der Küste „mit neuem Naturgefühl und ihrer individuellen Wahrnehmung“. Sie hatten die tradierte Malerei der Kunstakademien hinter sich gelassen und suchten „eine lebensnahe, wirklichkeitsbezogene Kunst“. Die Maler verband die individuelle Sehnsucht nach dem einfachen Leben, das sie im Fischerdorf Ahrenshoop mit seiner ländlichen Bebauung und der rauen Landschaft zwischen Weststrand und Boddenwiesen fanden. Dabei bot das Licht an der Küste einen besonderen Reiz für die Künstler, die sich vor allem der Freilichtmalerei widmeten. Die Natur war jedoch keineswegs unberührt, sondern vom Leben der Menschen geprägt. Müller-Kaempff schuf zwar kleinere Formate direkt in der Natur, dieses Großformat entstand hingegen sicher im Ahrenshooper Atelier des Künstlers.
Vorbilder für die Hinwendung zur Natur finden sich bei einer Reihe von französischen Künstlern, wie den Malern der Schule von Barbizon, darunter Camille Corot und Gustave Courbet. Auch Jean-François Millet und Jules Bastien-Lepage, deren Werke 1869 in München ausgestellt waren, gehören zu diesem Kreis. In seinen Erinnerungen beschreibt Müller-Kaempff die Abgeschiedenheit und Ursprünglichkeit von Ahrenshoop. Solch eine „Sehnsucht nach dem verlorenen Paradies“ findet sich auch in den Biografien von Vincent van Gogh und Paul Gauguin. Beide suchten 1888 zunächst im provenzalischen Arles ihre künstlerische Entfaltung. Gauguin, der sich zuvor bereits in der Bretagne aufgehalten hatte, reiste später bis nach Polynesien, um das vermeintlich ursprüngliche Leben zu suchen. Diese Suche nach dem einfachen Leben findet sich ab 1880 auch in den Werken von Max Liebermann, in denen er Bauern und Fischer in der ebenfalls kargen niederländischen Landschaft porträtierte. Die Rückbesinnung auf die Landschaft suchten etwa zur gleichen Zeit zudem die Maler in den Künstlerkolonien von Worpswede, Kronberg, Dachau oder im dänischen Skagen.
Ahrenshoop blieb für mehr als 30 Jahre Müller-Kaempffs künstlerische Heimat, in der der Tourismus erst nach 1892 einsetzte und das Ortsbild langsam veränderte. Hierzu trug beispielsweise das erstmals 1893 im Berliner Schauspielhaus aufgeführte preußisch-patriotische Stück Die Ahrenshooper von Axel Delmar bei. Auch die Ahrenshooper Maler hatten ihren Anteil an der Popularisierung des Ortes. Während Müller-Kaempff nach einiger Zeit gut vom Verkauf seiner Ahrenshooper Motive leben konnte, gelang dies nicht allen Malern im Ort. 1904 beging sein Malerkollege Hugo Richter-Lefensdorf Suizid. Der Tod des erfolglosen Malers bildete die Vorlage für den 1906 erschienenen Roman Hilde Vangerow und ihre Schwester des erfolgreichen Autors Heinz Tovote, wodurch Ahrenshoop auch literarisch Aufmerksamkeit erregte. Für Müller-Kaempff und die Künstler der Malerkolonie bot der Ort zwar keine „Ursprünglichkeit des Lebens“, er blieb jedoch „ein Gegenbild zum Naturverlust und zur Rationalisierung der menschlichen Arbeit in den Städten“. In den Bildern von Müller-Kaempff aus Ahrenshoop finden sich zu Beginn noch Landschaftsmotive mit Personendarstellungen, etwa im Gemälde Dünenlandschaft mit Boot, Kindern und Schafen (Privatbesitz), das im selben Jahr wie das Motiv Schifferfriedhof in den Dünen von Ahrenshoop entstand. Auffallend sind das in beiden Bildern blühende Habichtskraut und die zwischen den gelbe Blüten umherflatternden weißen Schmetterlinge. Statt der jungen Frau in Trauerkleidung im Gemälde Schifferfriedhof in den Dünen von Ahrenshoop wird der Platz im Zentrum des Bildes Dünenlandschaft mit Boot, Kindern und Schafen von den beiden Kindern eingenommen.
Im nahezu motivgleichen zwei Jahre später entstandenen Gemälde Netzboot in den Dünen (Kunstmuseum Ahrenshoop) fehlen sowohl die Kinder wie auch die Schafherde im Hintergrund. Müller-Kaempff schuf fortan vor allem menschenleere Landschaftsbilder. In der „Weltabgeschiedenheit des Ortes“ versuchte Müller-Kaempff „eine der Natur zugewandte Malerei“ zu etablieren und sich von der damals zeitgenössischen deutschen Kunst und „ihrem historischen Ballast zu befreien.“ Dies gelang ihm – so Gerburg Förster – „in einer überzeugenden Balance zwischen Wirklichkeit und Assoziation“. Zugleich verwies sie darauf, dass die von Müller-Kaempff gezeigte „Ursprünglichkeit“ der Menschen „doch zum größten Teil ein Gesicht der Armut war“. Katrin Arrieta sah Müller-Kaempff Darstellung des Lebens „durchaus lebensnah“ mit einem „Anschein des Unschuldigen“, jedoch „weniger im Sinn einer Idylle, die Harmonie vorspiegelt, als in dem einer (mitunter auch bedrohlich wirkenden) Wildnis am Rand der Zivilisation“.

## Verwandte Bilder der Vergänglichkeit
Mit der Frau in dunkler Kleidung, die einen Kranz zum Friedhof trägt, hat Müller-Kaempff die „Grundidee von der Vergänglichkeit des Lebens“ in Szene gesetzt, wie die Kunsthistorikerin Katrin Arrieta feststellte. In der abendländischen Malerei finden sich Motive des Todes und der Bestattung traditionell bei religiösen Bildern, etwa bei Darstellungen der Kreuzigung und der Grablegung Christi. So zeigt beispielsweise der Renaissancemaler Raffael in seiner 1507 entstandenen Grablegung Christi (Pala Baglioni) eine Personengruppe mit der trauernden Gottesmutter Maria und dem Leichnam Christi vor seinem Grab, während im Hintergrund eine Landschaft mit dem Hügel Golgota und den dort stehenden leeren Kreuzen erscheint. Das Gemälde stellt zwar im Vordergrund eine biblische Szene dar, verbindet sie aber kompositorisch zugleich mit einer Landschaftsdarstellung. Während in Raffaels Bild die Kreuze auf dem Hügel Golgata den Ort des Todes markieren, kennzeichnen bei Müller-Kaempff die Kreuze auf dem Hügel von Ahrenshoop den Ort der Bestattung und verweisen zugleich auf den christlichen Glauben. Statt der trauernden Maria zeigt Müller-Kaempff eine unbekannte Frau in Trauerkleidung.
In der niederländischen Malerei des Barock finden sich wiederholt Landschaftsgemälde, die die Vergänglichkeit des Lebens hervorheben. So schuf Jacob van Ruisdael in seinem nach 1655 datierten Motiv Jüdischer Friedhof ein Landschaftsbild mit verschiedenen Vanitassymbolen vor dramatischer Wetterkulisse. Sowohl die Ruine wie auch die abgestorbenen Bäume und die verschiedenen Grabmonumente weisen auf die Endlichkeit hin. Ähnliche Landschaftsdarstellungen finden sich später wiederholt als Motiv bei den Malern der Romantik.

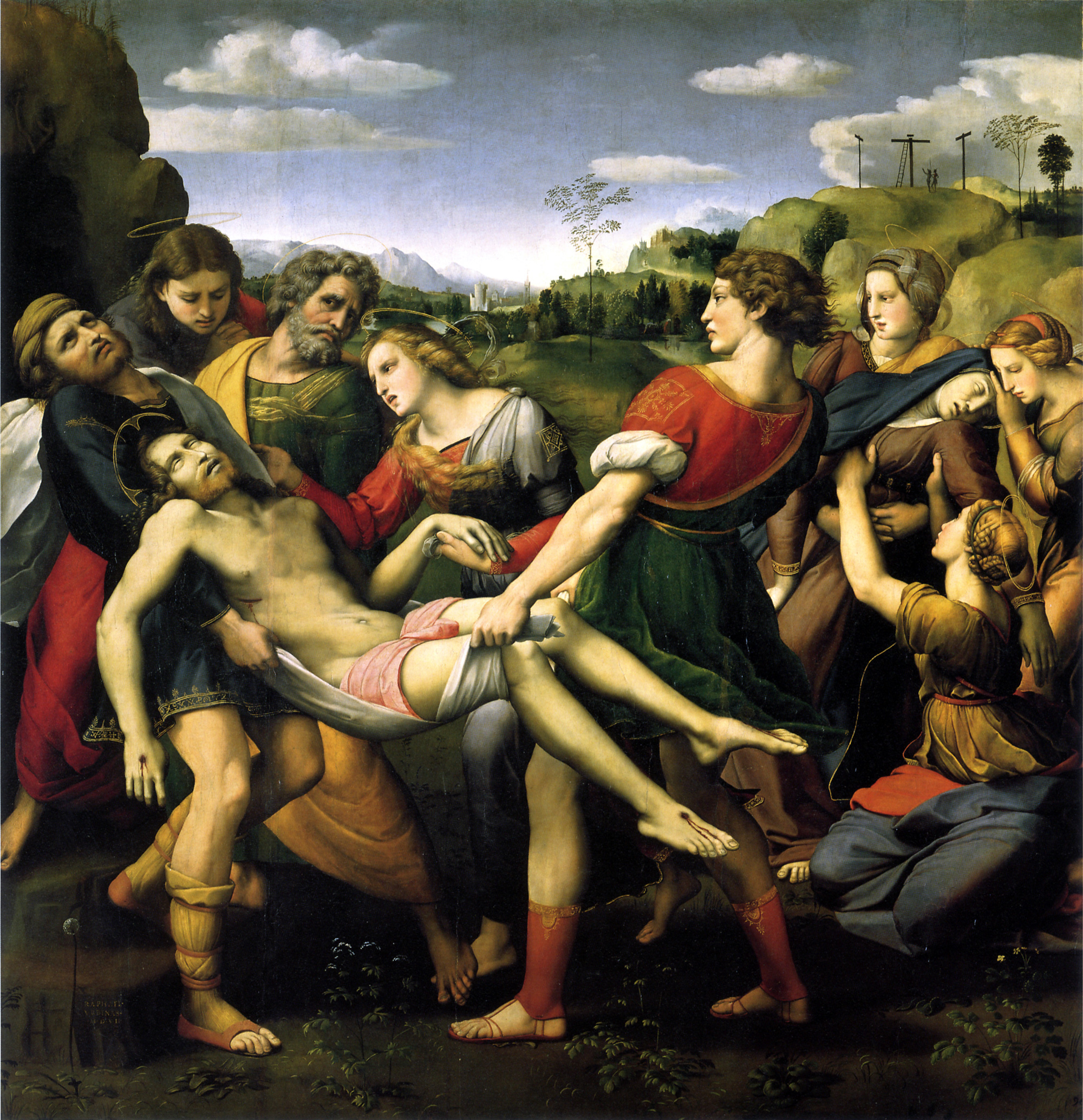
Raffael: Die Kreuzabnahme, 1507 Villa Borghese, Rom
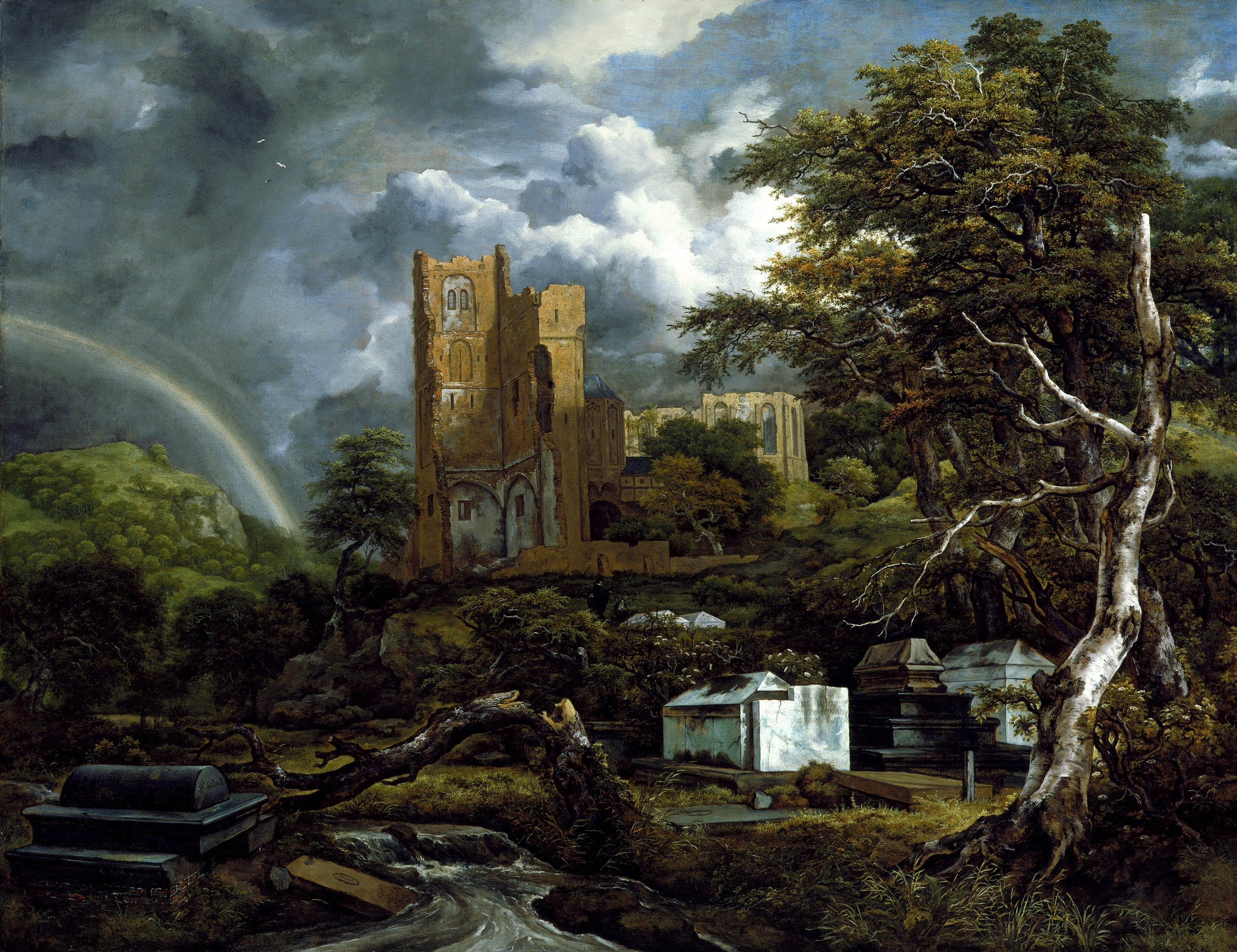
Jacob van Ruisdael: Jüdischer Friedhof, um 1654/1655 Detroit Institute of Arts
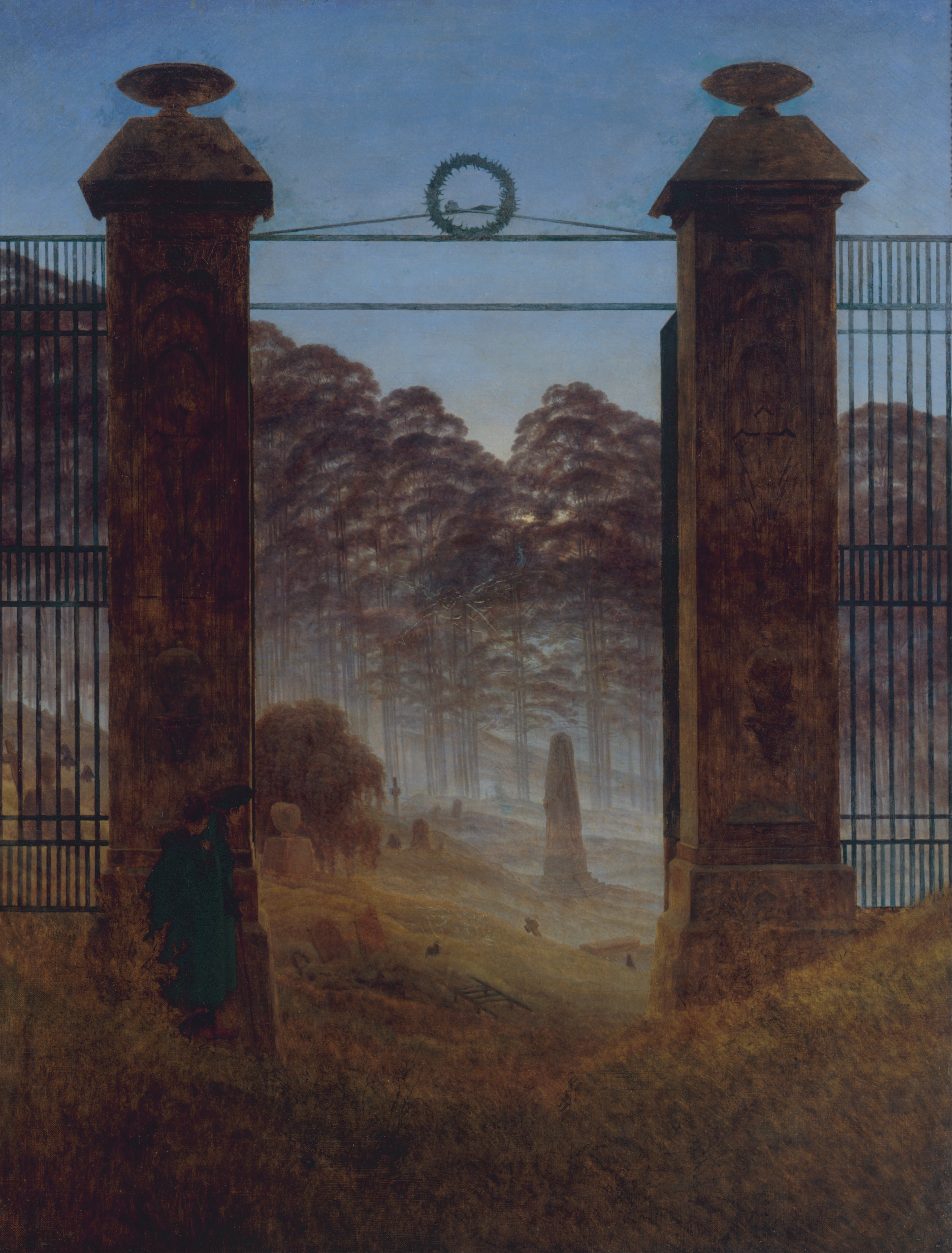
Caspar David Friedrich: Friedhofseingang, um 1825 Galerie Neue Meister, Dresden
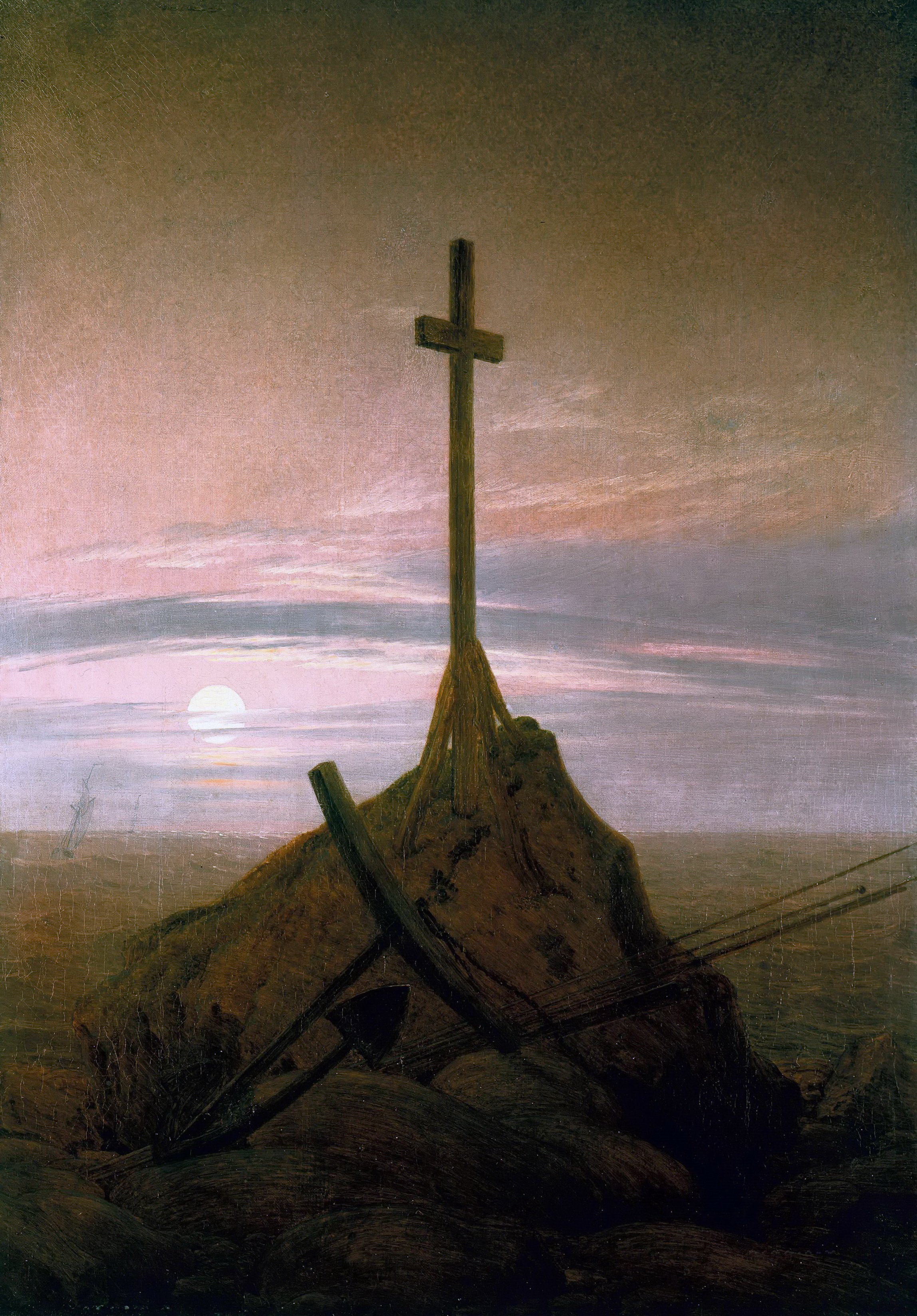
Caspar David Friedrich: Kreuz an der Ostsee, um 1815 Stiftung Preußische Schlösser und Gärten, Neuer Pavillon, Berlin
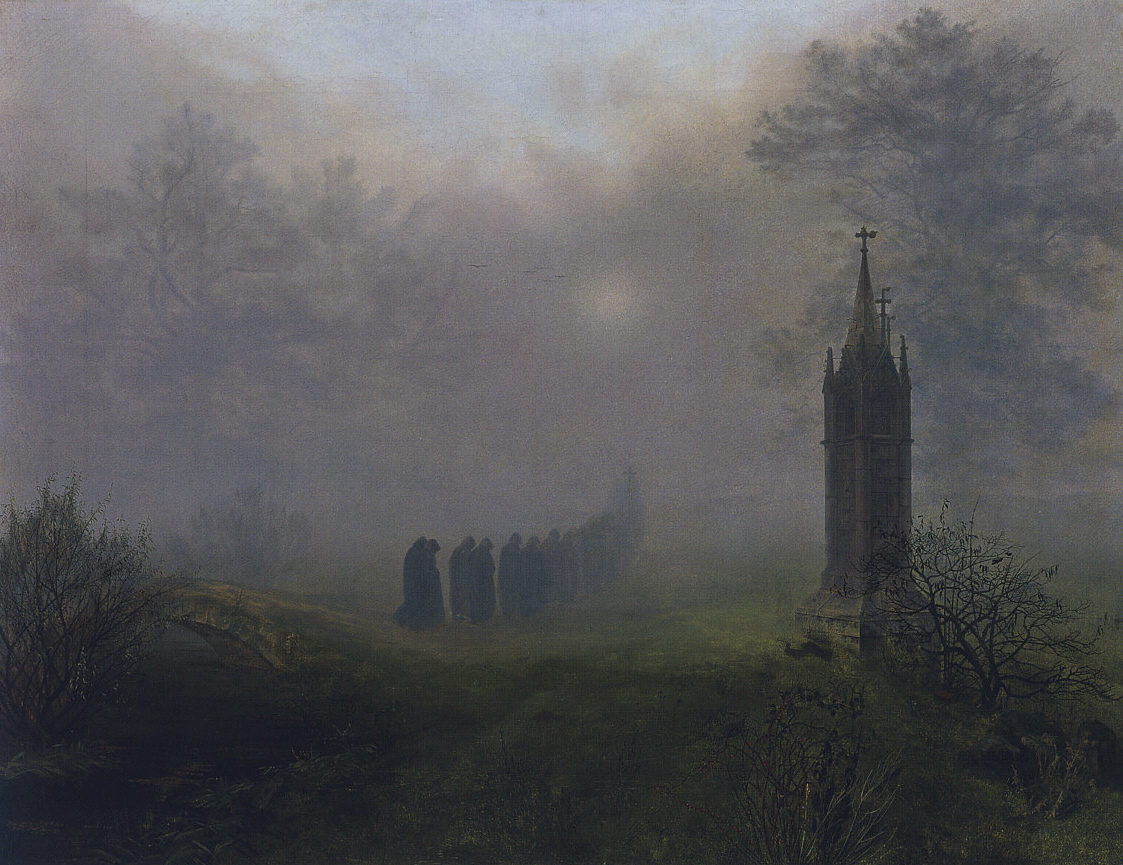
Ernst Ferdinand Oehme: Prozession im Nebel, 1828 Galerie Neue Meister, Dresden

Anfang des 19. Jahrhunderts ist es in Deutschland vor allem Caspar David Friedrich, der mehrfach Friedhöfe als Gemäldemotiv wählte. In seinem um 1825 entstandenen Werk Friedhofseingang befindet sich die Begräbnisstätte vor einer bewaldeten Landschaft, während im Vordergrund zwei Personen einen Blick durch ein großes Eingangstor wagen. Der titelgebende Friedhofseingang kann hier zudem assoziativ als Übergang vom Leben zum Tod gelesen werden. Die Friedhofsbesucher verharren sinnbildlich an der Schwelle vom Leben zum Tod, während sich die Frau im Gemälde Schifferfriedhof in den Dünen von Ahrenshoop schrittweise dem Begräbnisplatz nähert. Der aus Greifswald stammende Friedrich hat in seinen Gemälden darüber hinaus mehrfach die heimatliche Landschaft als Motiv aufgegriffen und mit symbolhaften Aufladungen versehen. Sein 1815 geschaffenes Bild Kreuz an der Ostsee zeigt nicht nur eine geografische Nähe zum Friedhofsbild von Müller-Kaempff, sondern verweist mit dem Schiffsanker vor dem auf einem Fels am Meer stehenden Kreuz vordergründig auch auf ein maritimes Thema. Hinter Friedrichs fiktiver Landschaftsbeschreibung steckt jedoch vor allem eine christliche Botschaft, wobei der kreuzförmige Anker als Zeichen der Hoffnung auf Vollendung des irdischen Lebens und das Kreuz als Symbol für die Auferstehung gelesen werden kann. Zur Bedeutung des Kreuzes äußerte sich Friedrich in einem Brief: „Am nackten, steinigen Meeresstrande steht hochaufgerichtet das Kreutz, denen, so es sehen, ein Trost, denen so es nicht sehen, ein Kreutz.“ Friedrich unterstrich damit, dass sich die Wahrnehmung des Kreuzes nicht nur auf das Gegenständliche beschränken muss, sondern zugleich für die Betrachter eine geistige Bedeutung haben kann. Der Übergang vom Land zum Meer wie der Weg zum Friedhof findet sich in den Werken von Friedrich und in Müller-Kaempffs Friedhofsbild. Während der Friedhof von Ahrenshoop im Zentrum steht, ist der Übergang vom Land zum Meer im Bild von Müller-Kaempff in den Hintergrund verlagert. Friedrich war nicht der einzige Künstler der deutschen Romantik, der sich in seinen Arbeiten der Endlichkeit des Lebens widmete. So zeigt Ernst Ferdinand Oehme in seinem 1825 entstandenem Gemälde Prozession im Nebel eine Gruppe von Mönchen, die einem Kreuz folgend in einer waldigen Landschaft einen Bildstock passieren. Der Weg durch den Nebel gleicht hierbei einem Lebensweg, dessen Ausgang ungewiss ist. Das christliche Kreuz als Wegmarkierung bietet zugleich eine Orientierung. Im Ahrenshooper Bild von Müller-Kaempff bewegt sich die Frau auf den Friedhof zu, um dorthin einen Kranz zu bringen. Auch ihr Weg ist ein Lebensweg, an dessen Ende der Tod steht; auch ihr Platz wird später auf einem Friedhof sein. Der Besuch bei den Toten, zu denen sie mit dem Kranz eine Verbindung herstellt, ist zugleich eine Annäherung an die eigene Endlichkeit.
Zu den bekanntesten Friedhofsmotiven des 19. Jahrhunderts gehört das 1849/1850 entstandene Gemälde Ein Begräbnis in Ornans des Franzosen Gustave Courbet. Das Bild gilt als ein Hauptwerk des Künstlers und zugleich als bedeutendes Werk der Stilrichtung des Realismus. Im Bild hat sich die Trauergemeinde am offenen Grab versammelt, während der Sarg mit dem Verstorbenen zur letzten Ruhestätte getragen wird. Mit einem am Rand des Grabes platzierten Schädel und danebenliegenden Knochen sind im Bild deutliche Vanitas-Symbole platziert. Mehrere Übereinstimmungen ergeben sich zum Gemälde Schifferfriedhof in den Dünen von Ahrenshoop: Beide Bilder sind im Querformat ausgeführt und beeindrucken durch ihr Format – bei Courbet nimmt es monumentale Ausmaße an. In beiden Werken bleiben die Toten anonym, dargestellt werden die Hinterbliebenen, die auch bei Courbet überwiegend in Schwarz gekleidet sind.
Auch die Vertreter des Symbolismus nahmen das Themenfeld Tod und Vergänglichkeit wiederholt in ihre Bildwelten auf. Bekannte Beispiele hierfür sind die jeweils in mehreren Varianten ausgeführten Gemäldemotive Die Toteninsel von Arnold Böcklin und Gestade der Vergessenheit von Eugen Bracht. Während bei der Toteninsel die Überführung eines Sarges zu einem Friedhof auf einer Insel zu sehen ist, zeigt das Gestade der Vergessenheit eine menschenleere Küste mit Felsen und davorliegendem Sandstreifen, auf dem zahlreiche Totenschädel verstreut sind. Die Toteninsel scheint ähnlich dem Ahrenshooper Friedhof am Rand der Zivilisation zu liegen; die Gestade der Vergessenheit erscheinen bereits als menschenleere Endzeitstimmung. Friedhofszenen eingebettet in Landschaftsbilder finden sich auch bei den Impressionisten und den nachfolgenden Generationen. Im selben Jahr wie Müller-Kaempffs Schifferfriedhof in den Dünen von Ahrenshoop schuf sein Malerkollege Lovis Corinth das Gemälde Fischerfriedhof in Nidden an der Kurischen Nehrung, in dem er den auf einen Hügel unweit der Ostsee gelegenen Begräbnisplatz im ostpreußischen Nidden als Thema wählte. Der Blick geht hier vom dunkel gehaltenen Gräberfeld im Vordergrund durch eine Baumreihe hindurch auf die heitere Meereslandschaft mit verschiedenen Segelbooten. Der Vergleich mit den Gemälden anderer Künstler des ausgehenden 19. Jahrhunderts zeigt, wie sehr Müller-Kaempffs Schifferfriedhof in den Dünen von Ahrenshoop „im Trend der Zeit liegenden Vergänglichkeitsmetaphorik“ lag, wie Katrin Arrieta vermerkte.

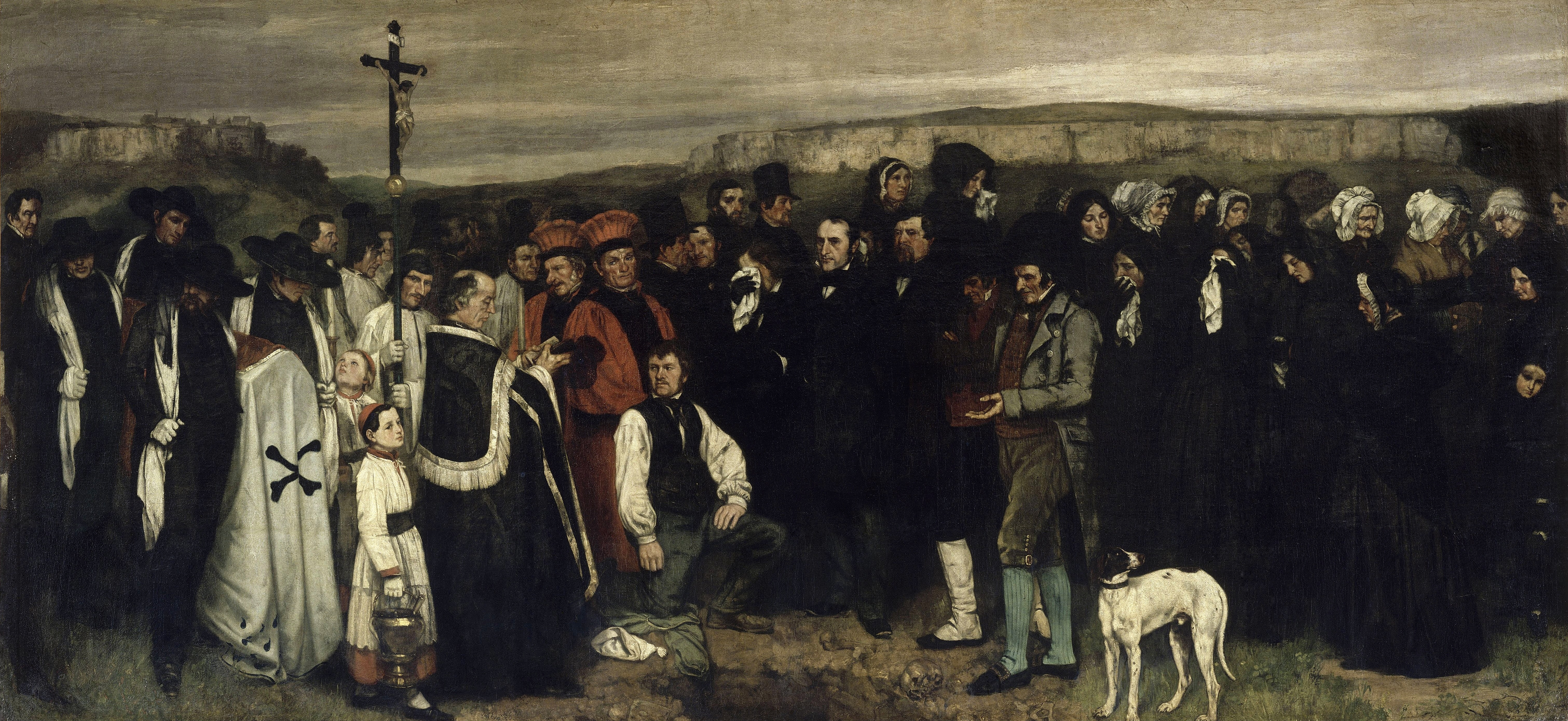
Gustave Courbet: Ein Begräbnis in Ornans, 1849/1850 Musée d’Orsay, Paris
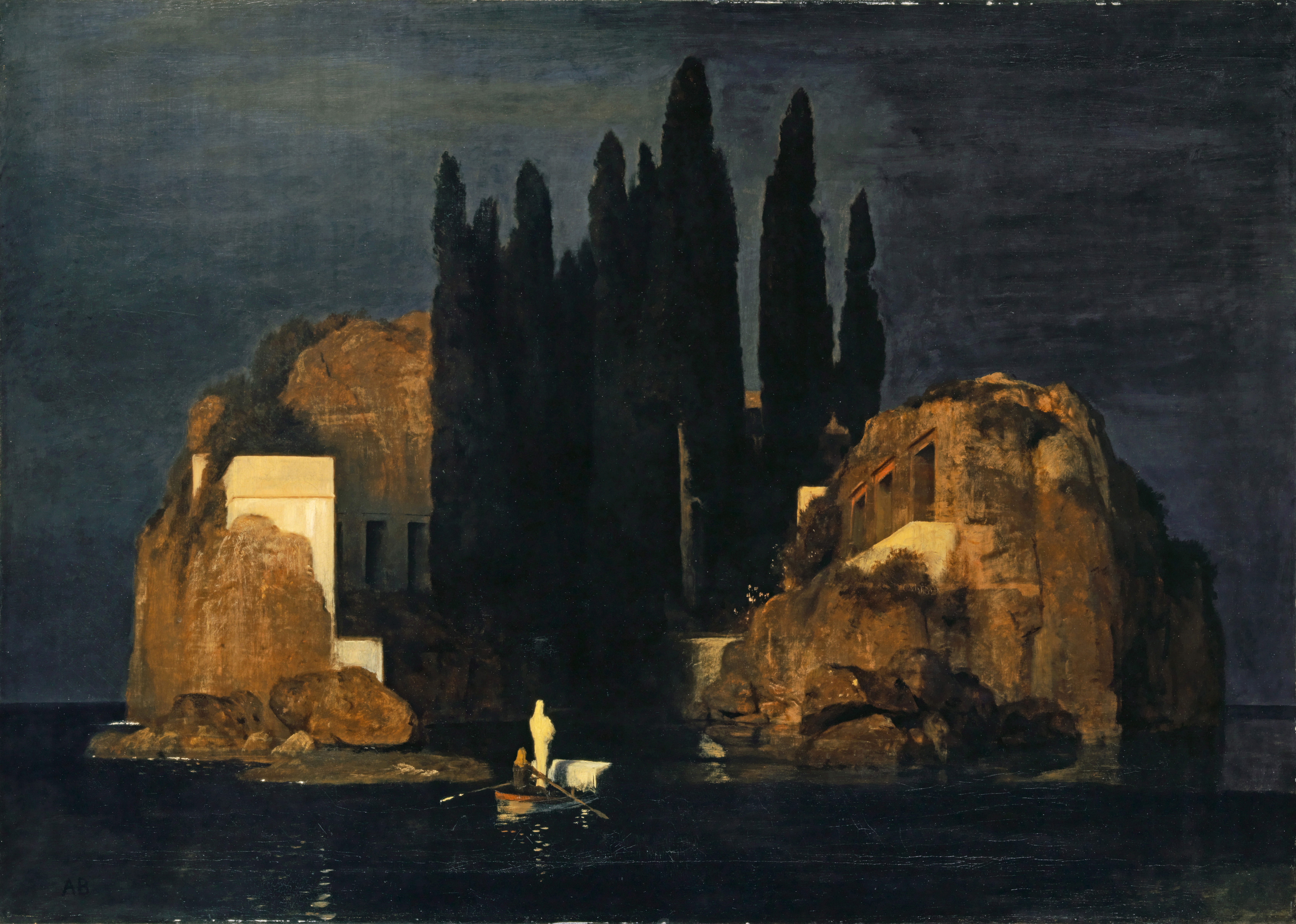
Arnold Böcklin: Die Toteninsel, 1880 Kunstmuseum Basel
Eugen Bracht: Gestade der Vergessenheit, 1889 Hessisches Landesmuseum Darmstadt
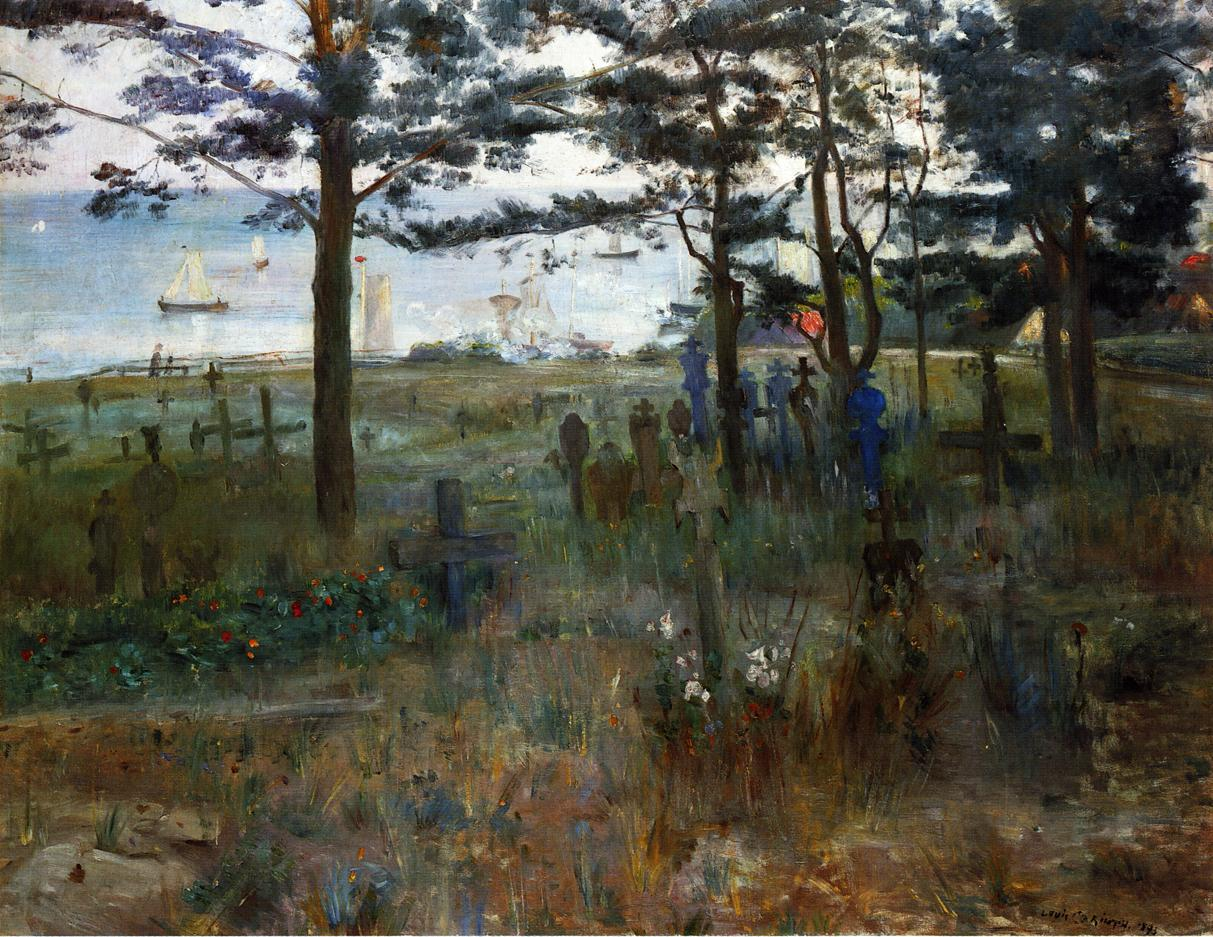
Lovis Corinth: Kirchhof in Nidden, 1893 Neue Pinakothek, München

## Provenienz und Ausstellungen
Müller-Kaempff stellte das Gemälde wenige Wochen nach Fertigstellung vom 14. Mai bis 17. September 1893 in der Großen Berliner Kunstausstellung im Ausstellungspalast am Lehrter Bahnhof aus. Ende des Jahres gehörte es zur ersten Ausstellung der neugegründeten Schleswig-Holsteinischen Kunstgenossenschaft zu Kiel. 1894 folgte zunächst die Präsentation des Gemäldes im Kunstverein zu Karlsruhe, anschließend zeigte Müller-Kaempff das Bild in der 275. Ausstellung des Kunstvereins im Augusteum in seiner Heimatstadt Oldenburg und stellte es danach bei der Freien Vereinigung Düsseldorfer Künstler aus. 1895 war der Schifferfriedhof in den Dünen von Ahrenshoop schließlich in einer Ausstellung im Schweriner Schloss zu sehen.

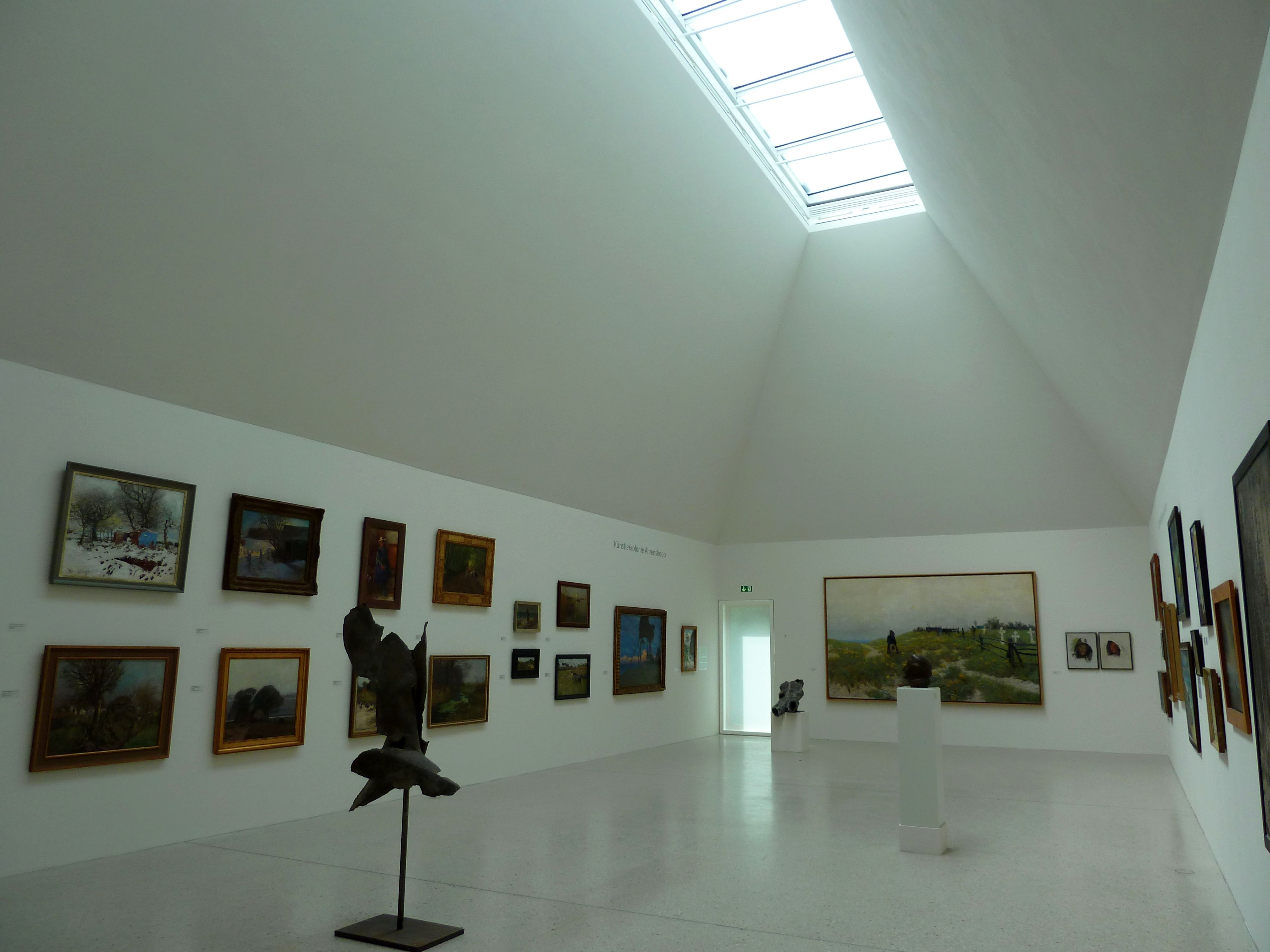
Kunstmuseum Ahrenshoop: Blick in einen Ausstellungsraum mit dem Gemälde Schifferfriedhof in den Dünen von Ahrenshoop

In einem Brief vom 5. Mai 1895 fragte Müller-Kaempff bei seinem Studienfreund Georg Burmester in Kiel an, ob dort Interesse bestünde, sein „großes Kirchhofsbild“ dauerhaft zu zeigen, da er selbst über keinen entsprechenden Platz verfüge. Er „würde es irgend einer Galerie schenken“, wenn er die Zusage erhielte, „dass es nicht als Gerümpel auf den Boden kommt“. Müller-Kaempff sprach sich für Kiel aus, da das Bild dort nicht von „der Presse herunter gemacht“ wurde. Der angeschriebene Burmester scheint auf diese Anfrage positiv reagiert zu haben, denn am 14. Mai 1895 schrieb Müller-Kaempff in einem zweiten Brief an seinen Freund, er habe den Auftrag erteilt, das Gemälde von Schwerin aus an den Schleswig-Holsteinischen Kunstverein zu verschicken. Die „Galerie“ in Kiel sei ihm besonders willkommen, „da sie weder königlich noch fürstlich“ sei und man ihm dort „weder einen Titel noch einen Orden“ zum Dank „an den Hals werfen“ werde. Im selben Schreiben betonte er, wie sehr er „an so einem Schinken“ hänge und dass er das Bild „mit besonderer Liebe gemalt“ habe. Abschließend bat er dafür Sorge zu tragen, „dass das Bild einen dauerhaften Platz bekommt und nicht auf dem Boden oder in den Keller kommt!“
Die Sammlung des Schleswig-Holsteinischen Kunstvereins bildet den Grundstock der heutigen Kunsthalle zu Kiel, in deren Besitz sich der Schifferfriedhof in den Dünen von Ahrenshoop seit 1895 als Geschenk des Künstlers befindet. Der Wunsch von Müller-Kaempff auf dauerhafte Präsentation des Bildes hat sich indes nicht erfüllt. Spätere Verantwortliche der Kunsthalle verbrachten das großformatige Gemälde ins Depot, wo es durch nicht immer optimale Lagerbedingungen Schaden nahm. Im Katalog der Kunsthalle von 1973 wird der Zustand des dort mit der Inventarnummer 153 geführten Gemäldes wie folgt beschrieben: „Bildträger stark gewellt. In der linken Bildhälfte drei Löcher im Bildträger. Riß am linken Bildrand.“
Nach der Deutschen Wiedervereinigung kehrte das Gemälde an den Ort seiner Entstehung zurück. 2009 reiste das inzwischen restaurierte Gemälde nach Ahrenshoop zur Jubiliäumschau 100 Jahre Kunstkaten in das von Müller-Kaempff mitbegründete Ausstellungshaus. 2012 zeigte das Kulturhistorische Museum Rostock den Schifferfriedhof in den Dünen von Ahrenshoop im Rahmen der Ausstellung Himmelslicht und weite Erde. Danach kam das Gemälde als Dauerleihgabe ins 2013 eröffnete Kunstmuseum Ahrenshoop. Dort gehörte es 2017 zur Ausstellung Licht, Luft, Freiheit – 125 Jahre Künstlerkolonie Ahrenshoop.

## Rezeption
Das in den ersten zwei Jahren nach Fertigstellung in verschiedenen Ausstellungen gezeigte Bild erhielt in den Zeitungen auffallend viele Besprechungen, darunter lobende wie auch negative Kritiken. So urteilte Hugo Ernst Schmidt 1893 in der Zeitung Freie Bühne für den Entwicklungskampf der Zeit: „Das große Bild »Schifferfriedhof in den Ostseedünen« von Müller-Kaempff hat unstreitig Qualitäten, leidet aber an Sentimentalität und allzu großer Weichheit. Es ist zart empfunden, aber doch ein bisschen schwächlich in Ton und Farbe.“ Der Autor S. Schott schrieb 1894 im General-Anzeiger für Oldenburg, Ostfriesland und Wilhelmshaven: „Von wirklich ergreifender einfacher Größe ist der «Schifferfriedhof in den Ostseedünen»“. Wilhelm Schölermann lobte „das große Dünenbild“ in der Kunstchronik: „Die lichtdurchfluteten Luft- und Sandtöne sind von großer Wahrheit und Leuchtkraft.“ Er bemängelte zwar: „Die Figur hat leider etwas zu Körperloses und Lebloses“, resümierte jedoch zugleich, „aber ich stehe gern lange vor diesem wahren und stimmungsvollen Stück Naturausschnitt.“ Wilhelm von Busch urteilte nach dem Besuch der Ausstellung in Oldenburg 1894 in den Nachrichten für Stadt und Land: „Ohne Zweifel tritt als bedeutendstes der «Schifferfriedhof in den Ostseedünen» daraus hervor. Was einer je in Wirklichkeit bei dem Anblick empfunden hat, findet er hier im Künstlerauge zusammengefasst und aus dem Künstlerherzen wiedergeboren.“
Auffällig sind die Parallelen zwischen der Darstellung in Müller-Kaempffs Bild Schifferfriedhof in den Dünen von Ahrenshoop und einer Szene im 1906 erschienenen Roman Hilde Vangerow und ihre Schwester von Heinz Tovote. Darin windet die Figur der Susi Vangerow einen Blumenkranz aus Immortellen und bringt sie zum Friedhof der fiktiven Ortschaft Sandhoop, der als „heller, fast freudigen Ort“ beschrieben wird, von dem aus sich der Blick „über das Land, den Bodden und die offene See“ schweifen lässt.
Nachdem Müller-Kaempffs Darstellung des Friedhofs an seinen Entstehungsort zurückgekehrt war, setzten sich wiederum Autoren mit dem Bild auseinander. 2017 urteilte die Kunsthistorikerin Gerburg Förster über den Künstler und sein Gemälde: „In keinem drückte sich seine Einsicht in den Geist einer Landschaft so glaubhaft aus wie hier.“ Katrin Arrieta stellte fest: das „überformatige Bild ist eins der stärksten des Malers und noch ganz von seiner ersten, schicksalhaften Begegnung mit Ahrenshoop geprägt“. Der Autor Frank Schlößer hob 2019 die beeindruckende Größe des Bildes hervor, lobte aber zugleich auch den Bildinhalt: „Paul Müller-Kaempff hat es geschafft, die Landschaft in einer diffus-freundlichen Lichtstimmung einzufangen – und er vermag philosophische Tiefe in sein Bild zu legen, ohne die Idee der Freilichtmaler zu verraten: Male, was dir begegnet. Dieses Motiv hat den richtigen Maler ausgewählt.“ Zusammenfassend urteilte er: „Der Schifferfriedhof ist Müller-Kaempffs großer Wurf.“